# Championnats d'Afrique de BMX 2023
Navigation
Édition précédente Édition suivante
Les championnats d'Afrique de BMX 2023 ont lieu les 4 et 5 novembre 2023 à Bulawayo, au Zimbabwe. La compétition est qualificative pour les Jeux olympiques de 2024.

## Podiums
| Épreuves               | Or                 | Argent           | Bronze        |
| ---------------------- | ------------------ | ---------------- | ------------- |
| Épreuves masculines    |                    |                  |               |
| Élites hommes          | Nadeem Larhemouchi | Manqoba Madida   | Brandon Pratt |
| Moins de 23 ans hommes | Gaylord Kaduku     | Prosper Tenthani | non attribuée |
| Épreuves féminines     |                    |                  |               |
| Moins de 23 ans femmes | Hana Taylor        | non attribuée    | non attribuée |
| Juniors femmes         | Miyanda Maseti     | non attribuée    | non attribuée |